# Beryllonit
Beryllonit (IMA-Symbol Bel) ist ein selten vorkommendes Mineral aus der Mineralklasse der „Phosphate, Arsenate und Vanadate“ mit der chemischen Zusammensetzung NaBe[PO4] und damit chemisch gesehen ein Natrium-Beryllium-Phosphat.
Beryllonit kristallisiert im monoklinen Kristallsystem und entwickelt meist tafelige bis kurzprismatische Kristalle und Zwillinge, kommt aber auch in Form sphärolithischer, faseriger oder körniger bis massiger Mineral-Aggregate vor. In reiner Form ist Beryllonit farblos und durchsichtig. Durch vielfache Lichtbrechung aufgrund von Gitterbaufehlern oder polykristalliner Ausbildung kann er aber auch weiß erscheinen und durch Fremdbeimengungen eine gelbliche Farbe annehmen, wobei die Transparenz entsprechend abnimmt. Unverletzte Kristallflächen weisen einen glas- bis diamantähnlichen Glanz auf, Spaltflächen schimmern dagegen eher perlmuttartig.
Mit einer Mohshärte von 5,5 bis 6 gehört Beryllonit zu den mittelharten Mineralen, das sich etwas leichter als das Referenzmineral Orthoklas (6) mit einer Stahlfeile ritzen lässt.

## Etymologie und Geschichte
Erstmals entdeckt wurde Beryllonit am McKean Mountain nahe Stoneham im Oxford County des US-Bundesstaates Maine. Beschrieben wurde das Mineral 1888 durch Edward Salisbury Dana, der es nach seinem Hauptbestandteil Beryllium benannte.
Das Typmaterial des Minerals wird in der Yale University in New Haven (Connecticut) in den USA aufbewahrt (Katalog-Nr. 3.1946).

## Klassifikation
Bereits in der veralteten 8. Auflage der Mineralsystematik nach Strunz gehörte der Beryllonit zur Mineralklasse der „Phosphate, Arsenate und Vanadate“ und dort zur Abteilung „Wasserfreie Phosphate, Arsenate und Vanadate ohne fremde Anionen“, wo er zusammen mit Berlinit, Hurlbutit und Lithiophosphat die „Berlinit-Beryllonit-Hurlbutit-Gruppe“ mit der System-Nr. VII/A.01 bildete.
Im zuletzt 2018 überarbeiteten und aktualisierten Lapis-Mineralienverzeichnis nach Stefan Weiß, das sich aus Rücksicht auf private Sammler und institutionelle Sammlungen noch nach dieser alten Form der Systematik von Karl Hugo Strunz richtet, erhielt das Mineral die System- und Mineral-Nr. VII/A.01-30. In der „Lapis-Systematik“ entspricht dies ebenfalls der Abteilung „Wasserfreie Phosphate [PO4]3−, ohne fremde Anionen“, wo Beryllonit zusammen mit Alarsit, Berlinit, Hurlbutit, Lithiophosphat, Minjiangit, Nalipoit, Olympit, Rodolicoit und Strontiohurlbutit eine eigenständige Gruppe mit kleinen Kationen (Li-Be-Al-Fe3+) bildet.
Auch die von der International Mineralogical Association (IMA) zuletzt 2009 aktualisierte 9. Auflage der Strunz’schen Mineralsystematik ordnet den Beryllonit in die Abteilung der „Phosphate, etc., ohne weitere Anionen, ohne H2O“ ein. Diese ist allerdings weiter unterteilt nach der relativen Größe der beteiligten Kationen, so dass das Mineral entsprechend seiner Zusammensetzung in der Unterabteilung „Mit kleinen Kationen (einige zusätzlich mit größeren Kationen)“ zu finden ist, wo es als einziges Mitglied die unbenannte Gruppe 8.AA.10 bildet.
Die vorwiegend im englischen Sprachraum gebräuchliche Systematik der Minerale nach Dana ordnet den Beryllonit ebenfalls in die Klasse der „Phosphate, Arsenate und Vanadate“ und dort in die Abteilung der „Wasserfreien Phosphate etc.“ ein. Hier ist er als einziges Mitglied in der unbenannten Gruppe 38.01.05 innerhalb der Unterabteilung „Wasserfreie Phosphate etc. A+B2+XO4“ zu finden.

## Kristallstruktur
Beryllonit kristallisiert monoklin in der Raumgruppe P21/n (Raumgruppen-Nr. 14, Stellung 2) mit den Gitterparametern a = 8,18 Å; b = 7,82 Å; c = 14,11 Å und β = 90,0° sowie 12 Formeleinheiten pro Elementarzelle.
Die Kristallstruktur von Beryllonit besteht aus je drei BeO4- und PO4-Tetraedern, die zu einem Netz aus Sechserringen verbunden und parallel der b-Achse übereinander geschichtet sind. Die Ringe und Schichten sind ähnlich wie bei Schichtsilikaten über gemeinsam genutzte Ecken miteinander verbunden, wobei parallel der b-Achse Kanäle entstehen, in denen die Natriumionen untergebracht sind.

## Bildung und Fundorte

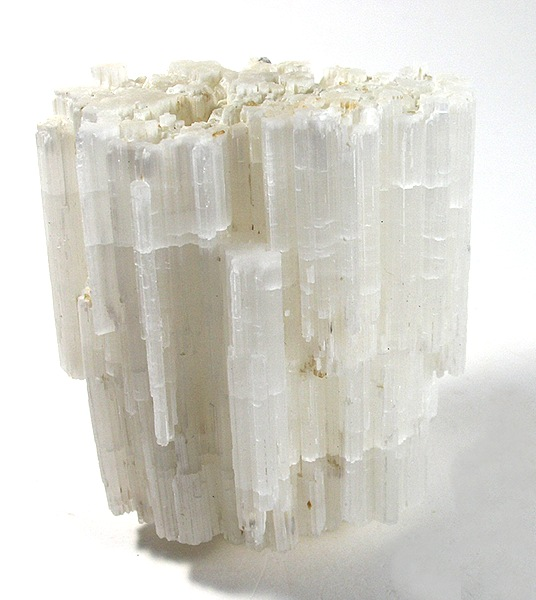
Faseriger, weißer Beryllonit aus dem Pegmatitfeld Darra-i-Pech, Provinz Nangarhar, Afghanistan

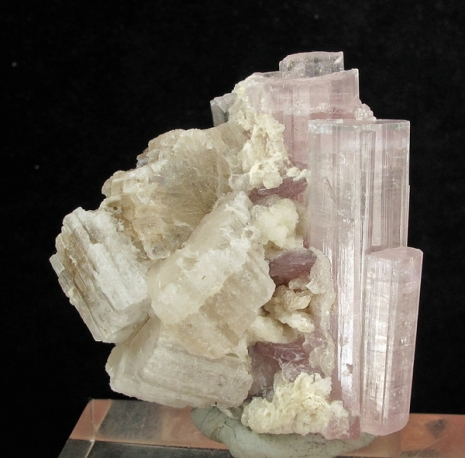
Beryllonit (gelblichweiß) und Elbait (rosa) aus der Paprok Mine, Distrikt Kamdesh, Provinz Nuristan, Afghanistan

Beryllonit bildet sich als sekundäres Mineral durch hydrothermale Vorgänge in granitischen und alkalischen Pegmatiten. Je nach Fundort kann er mit vielen verschiedenen Mineralen vergesellschaftet auftreten wie unter anderem Albit, Apatit, Beryll, Columbit, Elbait, Eosphorit, Herderit, Kassiterit, Lepidolith, Lithiophilit, Morinit, Orthoklas, Petalit, Pollucit, Quarz, Triplit und Väyrynenit.
Als seltene Mineralbildung konnte Beryllonit nur an wenigen Orten nachgewiesen, wobei weltweit bisher rund 50 Fundstätten dokumentiert sind (Stand 2022). Neben seiner Typlokalität McKean Mountain trat das Mineral noch an der Fundstätte „Mcallister“ und im Steinbruch „Lord Hill“ nahe Stoneham auf. In der Umgebung von Stoneham wurden auch die bisher größten bekannten Kristalle und Zwillinge mit Durchmessern von bis zu 15 Zentimetern gefunden, allerdings sollen auch schon Kristalle von bis zu 25 Zentimetern Größe entdeckt worden sein. Des Weiteren kennt man das Mineral in den Vereinigten Staaten unter anderem noch aus weiteren Orten im Oxford County von Maine sowie aus verschiedenen Fundstätten in den Bundesstaaten Nevada und New Hampshire.
Weitere bisher bekannte Fundorte liegen unter anderem in Afghanistan, Brasilien, China, Finnland, Frankreich, Kanada, Pakistan, Portugal, Schweden, Tschechien und im Vereinigten Königreich (UK).

## Verwendung
Beryllonit ist aufgrund seiner vollkommenen Spaltbarkeit und Brüchigkeit für eine kommerzielle Nutzung als Schmuckstein zu empfindlich, das heißt, er könnte bei den für Löt- und Fassarbeiten nötigen Wärme-, Schlag- und Druckbelastungen leicht zerstört werden. Wegen seiner relativ geringen Mohshärte ist er auch als Ring- und Armschmuck nicht geeignet, da er schnell verkratzen würde.
Das Mineral wird daher vor allem für Sammler facettiert und in verschiedenen Schliffformen angeboten. Von Interesse sind aber auch die faserigen Varietäten, die im Cabochonschliff den begehrten Katzenaugeneffekt zeigen.